# Tussilagininae
Tussilagininae je podtribus u glavočika u tribusu Senecioneae. Tipični rod je podbjel (Tussilago).

## Rodovi
1. Tussilago L. (1 sp.)
2. Petasites L. (18 spp.)
3. Homogyne Cass. (3 spp.)
4. Endocellion Turcz. ex Herder (2 spp.)
5. Crocidium Hook. (1 sp.)
6. Blennosperma Less. (3 spp.)
7. Ischnea F. Muell. (4 spp.)
8. Tetradymia DC. (10 spp.)
9. Lepidospartum (A. Gray) A. Gray (3 spp.)
10. Hoehnephytum Cabrera (3 spp.)
11. Luina Benth. (2 spp.)
12. Cacaliopsis A. Gray (1 sp.)
13. Rainiera Greene (1 sp.)
14. Aequatorium B. Nord. (13 spp.)
15. Paragynoxys (Cuatrec.) Cuatrec. (13 spp.)
16. Gynoxys Cass. (116 spp.)
17. Nordenstamia Lundin (17 spp.)
18. Paracalia Cuatrec. (3 spp.)
19. Angeldiazia M. O. Dillon & Zapata (1 sp.)
20. Robinsonecio T. M. Barkley & Janovec (2 spp.)
21. Roldana La Llave (65 spp.)
22. Mixtecalia Redonda-Mart., García-Mend. & D.Sandoval (1 sp.) [2]
23. Telanthophora H. Rob. & Brettell (12 spp.)
24. Villasenoria B. L. Clark (1 sp.)
25. Pittocaulon H. Rob. & Brettell (5 spp.)
26. Psacaliopsis H. Rob. & Brettell (5 spp.)
27. Psacalium Cass. (52 spp.)
28. Pippenalia McVaugh (1 sp.)
29. Digitacalia Pippen (5 spp.)
30. Yermo Dorn (1 sp.)
31. Barkleyanthus H. Rob. & Brettell (1 sp.)
32. Arnoglossum Raf. (9 spp.)
33. Rugelia Shuttlew. ex Chapm. (1 sp.)
34. Nelsonianthus H. Rob. & Brettell (2 spp.)
35. Miricacalia Kitam. (1 sp.)
36. Parasenecio W. W. Sm. & Small (70 spp.)
37. Taimingasa (Kitam.) C. Ren & Q. E. Yang (3 spp.)
38. Japonicalia C. Ren & Q. E. Yang (3 spp.)
39. Tephroseris Rchb. (47 spp.)
40. Nemosenecio (Kitam.) B. Nord. (6 spp.)
41. Sinosenecio B. Nord. (45 spp.)
42. Hainanecio Y. Liu & Q. E. Yang (1 sp.)
43. Vickifunkia C.Ren, L.Wang, I.D.Illar. & Q.E.Yang (10 spp.)
44. Ligularia Cass. (145 spp.)
45. Dicercoclados C. Jeffrey & Y. L. Chen (1 sp.)
46. Cremanthodium Benth. (77 spp.)
47. Ligulariopsis Y. L. Chen (1 sp.)
48. Farfugium Lindl. (2 spp.)
49. Sinacalia H. Rob. & Brettell (3 spp.)
50. Syneilesis Maxim. (7 spp.)
51. Chersodoma Phil. (12 spp.)
52. Dolichoglottis B. Nord. (2 spp.)
53. Acrisione B. Nord. (2 spp.)
54. Centropappus Hook. fil. (1 sp.)
55. Bedfordia DC. (3 spp.)
56. Brachyglottis J. R. Forst.& G. Forst. (35 spp.)
57. Lordhowea B. Nord. (4 spp.)
58. Haastia Hook. fil. (3 spp.)
59. Papuacalia Veldkamp (17 spp.)
60. Brachionostylum Mattf. (1 sp.)
61. Traversia Hook. fil. (1 sp.)
62. Capelio B. Nord. (3 spp.)
63. Caputia B. Nord. & Pelser (5 spp.)